# Districte de Dunkerque
El Districte de Dunkerque és un dels sis districtes amb què es divideix el departament francès del Nord, a la regió dels Alts de França. Té 16 cantons i 119 municipis. El cap del districte és la sotsprefectura de Dunkerque.

## Situació lingüística

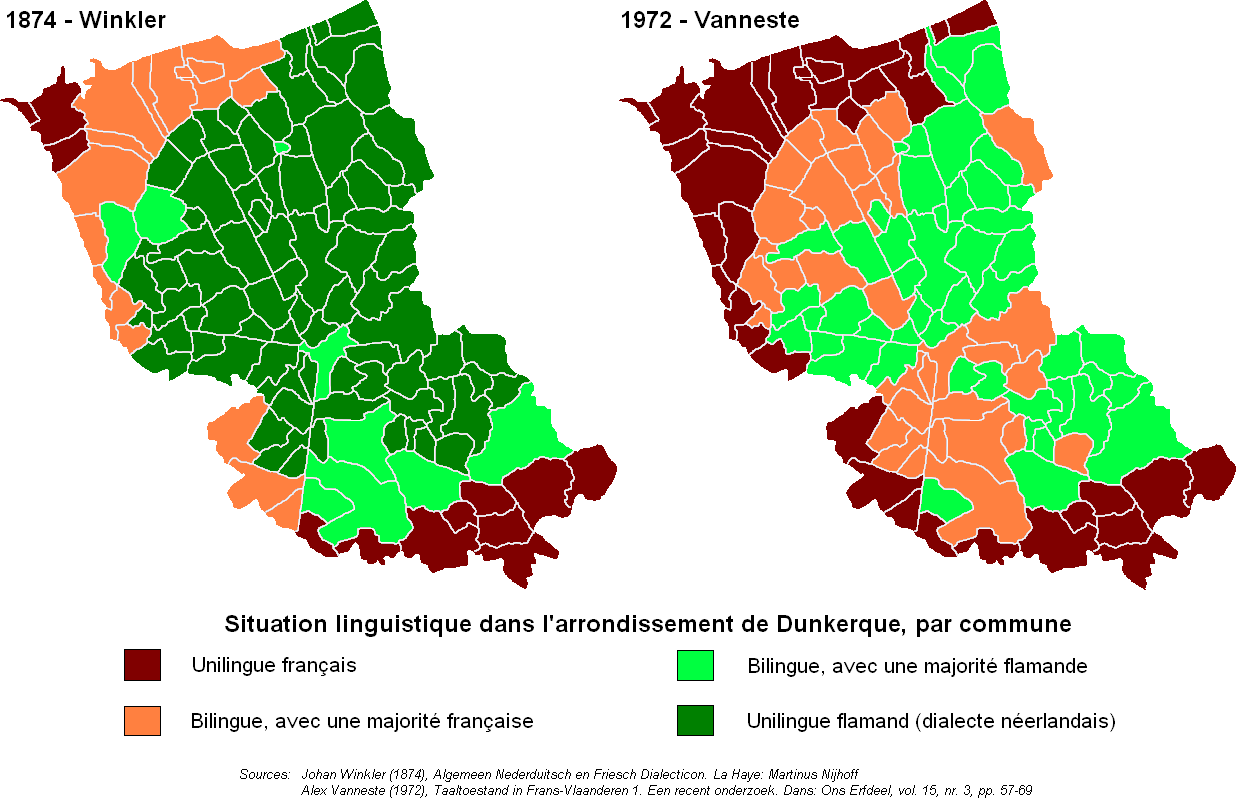
Evolució de la situació del flamenc al districte de Dunkerque

## Cantons
- cantó de Bailleul-Nord-Est
- cantó de Bailleul-Sud-Oest
- cantó de Bergues
- cantó de Bourbourg
- cantó de Cassel
- cantó de Coudekerque-Branche
- cantó de Dunkerque-Est
- cantó de Dunkerque-Oest
- cantó de Grande-Synthe
- cantó de Gravelines
- cantó de Hazebrouck-Nord
- cantó de Hazebrouck-Sud
- cantó de Hondschoote
- cantó de Merville
- cantó de Steenvoorde
- cantó de Wormhout